# Guraleus picta
Guraleus picta is een slakkensoort uit de familie van de Mangeliidae. De wetenschappelijke naam van de soort is voor het eerst geldig gepubliceerd in 1864 door Adams & Angas.